# Martin Mihajlović
Martin Mihajlović (Fiume, 18 ottobre 1981) è un ex cestista e allenatore di pallacanestro croato con cittadinanza slovena.

## Palmarès
- Campione LNBA (2009, 2010)